# Evžen Rošický
Evžen Rošický (/ˈɛvʒɛn ˈrɔʃɪʦkiː/, * 15. Oktober oder 18. Oktober 1914 in Olmütz; † 25. Juni 1942 in Prag) war ein tschechoslowakischer Leichtathlet, Sportjournalist und Widerstandskämpfer gegen den Nationalsozialismus.

## Leben
Rošický absolvierte ein Studium der Rechtswissenschaften an der Prager Karlsuniversität. Er gehörte von 1931 bis 1941 dem SK Slavia Prag an und war 1936 in Berlin Mitglied der tschechoslowakischen Olympiamannschaft.
Über 400 Meter Hürden stellte er 1939 mit einer Zeit von 56,9 s einen tschechoslowakischen Rekord auf. 1935 war er mit 1:54,6 min auch Rekordhalter der ČSR über die 800-Meter-Distanz geworden.
Ab 1935 arbeitete Rošický als Sportjournalist u. a. bei der Rudé právo und der Haló noviny, im selben Jahr war er auch der Kommunistischen Partei der Tschechoslowakei beigetreten.
Nach der deutschen Besetzung des Landes gehörte Rošický zusammen mit seinem Vater Jaroslav Rošický der antifaschistischen Widerstandsgruppe Nemo an. Nach dem Attentat auf Reinhard Heydrich wurde die illegale Gruppe durch die Gestapo aufgedeckt und Rošický am 18. Juni 1942 verhaftet. Am 25. Juni um 18:40 Uhr wurde er zusammen mit seinem Vater und vier weiteren Personen auf dem Schießplatz Kobylisy in Prag hingerichtet. Auf dem Zentralfriedhof in Olmütz befindet sich eine Grabstelle, bei der allerdings nicht sicher ist, ob sich Rošickýs Leichnam
tatsächlich dort befindet.
Zwischen 1947 und 1989 wurde in Prag jährlich das internationale Evžen-Rošický-Memorial der Leichtathleten veranstaltet. Nach Evžen Rošický ist das Stadion Evžena Rošického in Prag benannt.

## Erfolge
- 800 m: Tschechoslowakischer Meister zwischen 1933 und 1937
- 400 m Hürden: Tschechoslowakischer Meister 1937 und 1939
- 4 × 100 m Staffel: Tschechoslowakischer Meister 1936
- 4 × 400 m Staffel: Tschechoslowakischer Meister 1933, 1934, 1937, 1939, 1940